# یسلفسکی
یسلفسکی (انگلیسی: Yeslevsky) یک شهرک در شهرستان استرلیتاماکسکی استان باشقیرستان کشور روسیه است.